# 钟氏珠螺
钟氏珠螺（学名：Lunella jungi），是一個在2006年才發現的腹足纲海螺新物種。舊屬原始腹足目蝾螺科蝾螺属（Turbo），今屬鐘螺目蝾螺科珠螺属。主要分布于台湾，常栖息在潮间带岩礁上。

## 外部連結
- To GenBank (24 nucleotides; 7 proteins) （页面存档备份，存于）
- To World Register of Marine Species （页面存档备份，存于）